# Nagykozár
Nagykozár è un comune dell'Ungheria di 1.758 abitanti (dati 2008) situato nella contea di Baranya, nella regione Transdanubio Meridionale.